# Football Club Turris 1944 1989-1990
Questa voce raccoglie le informazioni riguardanti la Football Club Turris 1944 nelle competizioni ufficiali della stagione 1989-1990.

## Rosa
| N. |                      | Ruolo | Calciatore            |
| -- | -------------------- | ----- | --------------------- |
|    | Italia (bandiera)    | C     | Roberto Antonaci      |
|    | Argentina (bandiera) | A     | Eduardo Angel Barbero |
|    | Italia (bandiera)    | D     | Mario Buccilli        |
|    | Italia (bandiera)    | D     | Antonio Calabretta    |
|    | Italia (bandiera)    |       | Castellano            |
|    | Italia (bandiera)    | D     | Francesco Cetronio    |
|    | Italia (bandiera)    | A     | Domenico Cicconi      |
|    | Italia (bandiera)    | C     | Gianluca Congiu       |
|    | Italia (bandiera)    | C     | Cuono Di Costanzo     |
|    | Italia (bandiera)    | D     | Antonio Esposito      |
|    | Italia (bandiera)    | D     | Marcello Esposito     |
|    | Italia (bandiera)    | A     | Marco Fida            |
|    | Italia (bandiera)    | C     | Mariano Fioravanti    |

| N. |                   | Ruolo | Calciatore          |
| -- | ----------------- | ----- | ------------------- |
|    | Italia (bandiera) | C     | Carmine Frugulietti |
|    | Italia (bandiera) | C     | Nunzio Gagliotti    |
|    | Italia (bandiera) | A     | Carmine Gautieri    |
|    | Italia (bandiera) | A     | Rosario Guarino     |
|    | Italia (bandiera) | C     | Massimo Irace       |
|    | Italia (bandiera) | D     | Riccardo Laurenti   |
|    | Italia (bandiera) | P     | Alfredo Peluso      |
|    | Italia (bandiera) | C     | Pasquale Pinto      |
|    | Italia (bandiera) | P     | Vincenzo Strino     |
|    | Italia (bandiera) | A     | Vincenzo Vivarini   |
|    | Italia (bandiera) | A     | Nicola Zagari       |
|    | Italia (bandiera) | C     | Andrea Zanuttig     |

## Risultati

### Campionato

#### Girone di andata
| 17 settembre 1989 1ª giornata | Potenza | 0 – 3 | Turris |  |

| 24 settembre 1989 2ª giornata | Turris | 0 – 0 | Atletico Leonzio |  |

| 1º ottobre 1989 3ª giornata | Altamura | 1 – 0 | Turris |  |

| 8 ottobre 1989 4ª giornata | Turris | 2 – 0 | Ostia Mare |  |

| 15 ottobre 1989 5ª giornata | Turris | 3 – 1 | Battipagliese |  |

| 22 ottobre 1989 6ª giornata | Martina | 1 – 1 | Turris |  |

| 29 ottobre 1989 7ª giornata | Turris | 1 – 0 | Latina |  |

| 5 novembre 1989 8ª giornata | Adelaide Nicastro | 2 – 0 | Turris |  |

| 12 novembre 1989 9ª giornata | Turris | 1 – 1 | Kroton |  |

| 19 novembre 1989 10ª giornata | Pro Cavese | 1 – 1 | Turris |  |

| 26 novembre 1989 11ª giornata | Turris | 1 – 1 | Frosinone |  |

| 3 dicembre 1989 12ª giornata | Vigor Lamezia | 0 – 0 | Turris |  |

| Arbitro: | Forte (Marsala) |

|                       |           |  |
| Vincenzo Vivarini 86’ | Marcatori |  |

| 17 dicembre 1989 14ª giornata | Trapani | 0 – 0 | Turris |  |

| 30 dicembre 1989 15ª giornata | Turris | 1 – 0 | Fasano |  |

| 7 gennaio 1990 16ª giornata | Lodigiani | 3 – 1 | Turris |  |

| 14 gennaio 1990 17ª giornata | Turris | 1 – 1 | Acireale |  |

#### Girone di ritorno
| 28 gennaio 1990 18ª giornata | Turris | 3 – 1 | Potenza |  |

| 4 febbraio 1990 19ª giornata | Atletico Leonzio | 1 – 0 | Turris |  |

| 11 febbraio 1990 20ª giornata | Turris | 1 – 1 | Altamura |  |

| 18 febbraio 1990 21ª giornata | Ostia Mare | 1 – 1 | Turris |  |

| 4 marzo 1990 22ª giornata | Battipagliese | 2 – 0 | Turris |  |

| 11 marzo 1990 23ª giornata | Turris | 1 – 0 | Martina |  |

| 18 marzo 1990 24ª giornata | Latina | 2 – 1 | Turris |  |

| 25 marzo 1990 25ª giornata | Turris | 1 – 0 | Adelaide Nicastro |  |

| 1º aprile 1990 26ª giornata | Kroton | 1 – 2 | Turris |  |

| 8 aprile 1990 27ª giornata | Turris | 0 – 0 | Pro Cavese |  |

| 14 aprile 1990 28ª giornata | Frosinone | 1 – 1 | Turris |  |

| 29 aprile 1990 29ª giornata | Turris | 0 – 0 | Vigor Lamezia |  |

| Arbitro: | Massimo Ferro (Verona) |

|                                                      |           |              |
| Cetronio 10’ (aut.) Petrucci 32’ Procopio 44’ (rig.) | Marcatori | 59’ Vivarini |

| 13 maggio 1990 31ª giornata | Turris | 3 – 1 | Trapani |  |

| 20 maggio 1990 32ª giornata | Fasano | 1 – 0 | Turris |  |

| 27 maggio 1990 33ª giornata | Turris | 1 – 0 | Lodigiani |  |

| 3 giugno 1990 34ª giornata | Acireale | 4 – 0 | Turris |  |